# كيم سترينجفيلو
كيم سترينجفيلو (بالإنجليزية: Kim Stringfellow)‏ هي مصورة أمريكية، ولدت في 31 يوليو 1963.